# 鶴屋南北 (4代目)

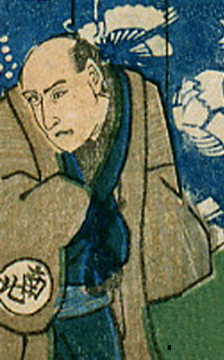
『市村座三階之圖』（歌川国貞画）より四代目鶴屋南北

四代目 鶴屋 南北（よだいめ つるや なんぼく、宝暦5年（1755年） - 文政12年11月27日（1829年12月22日））は、江戸時代後期に活躍した歌舞伎狂言の作者。
鶴屋南北を襲名した者は5名を数えるが、単に鶴屋南北または南北というと、通常はこの四代目のことをさす。また5代の南北のなかでもその業績が突出しているため、この四代目のことを特に大南北（おおなんぼく）ともいう。

## 来歴
江戸日本橋に生まれる。幼名を勝次郎、通称を源蔵といった。父の海老屋伊三郎とともに紺屋を生業としていたが、生来の芝居好きのため狂言作者を志して安永5年（1776年）初代桜田治助の門に入り、のち金井三笑、並木五瓶、中村重助、増山金八らに師事する。下積み時代が30年近くと長く、初め櫻田兵藏（さくらだ ひょうぞう）と名乗り、ついで澤兵藏（さわ ひょうぞう）、勝俵藏（かつ ひょうぞう）と名を改める。
享和3年閏1月（1803年2月）、49歳のときになってはじめて立作者となり、三代目坂東彦三郎のために『世響音羽桜』を書く。翌享和4年7月（1804年8月）には江戸河原崎座で初代尾上松助のために書き下ろした『天竺徳兵衛韓噺』（天竺徳兵衛）が大当たりとなり、翌年正月には河原崎座で『四天王楓江戸粧』を成功させて、名実共に次世代の狂言作者であることを証明した。文化5年閏6月（1808年7月）には市村座『彩入御伽草』で怪談物の狂言を完成。文化8年（1811年）には四代目鶴屋南北を襲名。その後も次々に作品を発表していった。
また初代姥尉輔（うば じょうすけ）の名で合巻を多数書いている。
南北の墓碑は東京都墨田区業平の春慶寺にある。こちらには、劇作家である宇野信夫が南北の偉大さを偲んで建てたという供養碑もあり、碑面には「なつかしや本所押上春慶寺　鶴屋南北おくつきどころ」と刻まれている。

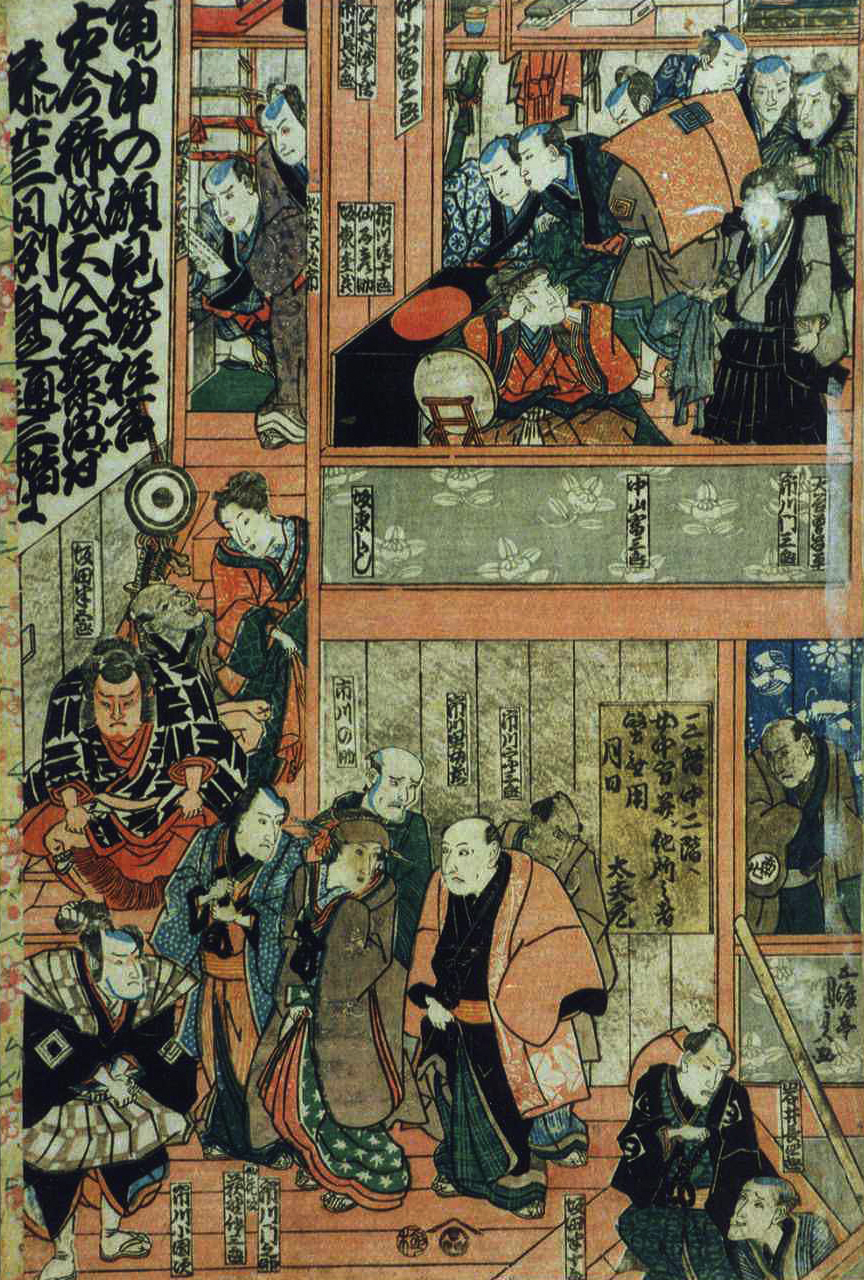
歌川国貞（初代）『市村座三階之圖』（南北、下段最右）

## 人物
作家の勝俵藏が歌舞伎役者の名跡である「鶴屋南北」を襲名したのは、妻・お吉が歌舞伎役者の三代目鶴屋南北の娘だったから。襲名の四半世紀も前、26歳のときに結婚した恋女房で、翌年には後に二代目勝俵藏 → 五代目鶴屋南北となる長男が生まれている。

## 作風
独創性に富み、初代尾上松助とともに怪談物を、七代目市川團十郎・三代目尾上菊五郎・五代目岩井半四郎、五代目松本幸四郎らとともに生世話物をそれぞれ確立した。また、鬘師友九郎と協力して現在につたわるような鬘も編み出している。怪談物では大道具の十一代目長谷川勘兵衛と提携して巧妙な舞台装置を創造し、歌舞伎の新しい表現を開拓した。
旧作に諧謔を弄した作風に優れ、また奇想天外な着想と現実主義に徹した背景描写を得意とした。『仮名手本忠臣蔵』の悪役定九郎が正義の忠臣として扱われたり（『菊宴月白浪』）、殺人現場で婚礼が行われたり（『東海道四谷怪談』）、葬儀と婚礼とが同時に家の中で行われたりする（『法懸松成田利剣』）のをはじめ、花魁が裏長屋に来たかと思えば（『浮世柄比翼稲妻』）、公家が生活苦のため陰間になったり（『四天王楓江戸粧』）、姫君が辻君になったりする（『桜姫東文章』）のは、全く性質の異なる世界を綯い交ぜにする展開を最大の特徴とした南北の真骨頂といえる。また頽廃と怪奇の中に毒のある笑いを加味したその作風は、文化文政時代の爛熟した町人文化を色濃く反映していることでも知られる。
その時その時における庶民の生活を、写実的ではないにせよとにかく現実的に描くことに徹し、悪人たちが引き起こす事件を乾いた視線で描写する作風は、後の三代目瀬川如皐や二代目河竹新七（黙阿弥）らに継承されていった。

## 主な作品

### 歌舞伎
- 『東海道四谷怪談』（とうかいどう よつやかいだん）、通称「四谷怪談」
- 『盟三五大切』（かみかけて さんご たいせつ）
- 『絵本合法衢』（えほん がっぽうが つじ）、通称「立場の太平次」（たてばの たへいじ）
- 『慙紅葉汗顔見勢』（はじ もみじ あせの かおみせ）、通称「伊達の十役」（だての じゅうやく）
- 『天竺徳兵衛韓噺』（てんじくとくべえ いこく ばなし）、通称「天竺徳兵衛」
- 『於染久松色読販』（おそめ ひさまつ うきなの よみうり）、通称「お染の七役」（おそめの しちやく）
- 『心謎解色絲』（こころのなぞ とけた いろいと）、通称「本町絲屋の娘」（ほんちょう いとやの むすめ）
- 『謎帯一寸徳兵衛』（なぞのおび ちょっと とくべえ）
- 『容賀扇曾我』（なぞらえて ふじがね そが）
- 『八重霞曾我組絲』（やえがすみ そがの くみいと）
- 『隅田川花御所染』（すみだがわ はなの ごしょぞめ、通称「女清玄」（おんなせいげん）
- 『時桔梗出世請状』（ときも ききょう しゅっせの うけじょう、通称「馬盥の光秀」（ばだらいの みつひで）
- 『桜姫東文章』（さくらひめ あずま ぶんしょう）、通称「東文章」
- 『浮世柄比翼稲妻』（うきよづか ひよくの いなづま）
- 『阿国御前化粧鏡』（おくにごぜん けしょうの すがたみ）、通称「湯上りの累」（ゆあがりの かさね）
- 『彩入御伽艸』（いろえ いり おとぎぞうし）、通称「小幡小平次」（こはだ こへいじ）
- 『獨道中五十三驛』（ひとりたび ごじゅうさんつぎ）[2]　、通称「岡崎の化猫」（おかざきの ばけねこ）[3]

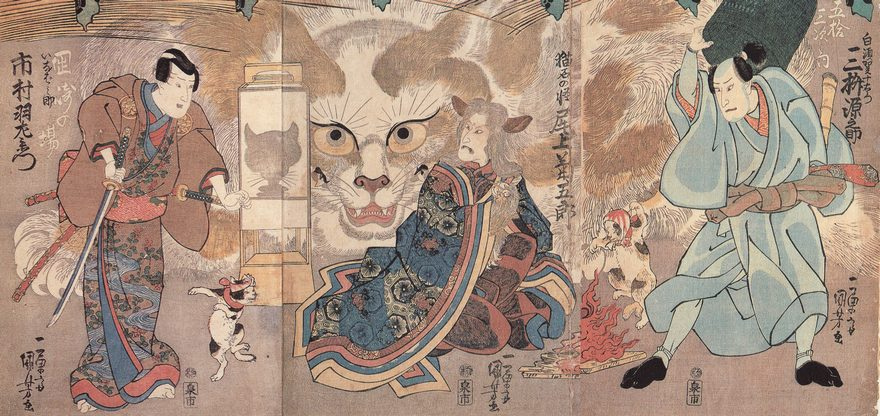
独道中五十三駅を題材にした歌川国芳画『梅初春五十三駅』

- 『四天王楓江戸粧』（してんのう もみじの えどぐま）

などがある。

### 合巻
初代姥尉輔の名で作品多数。

### 全集
- 『鶴屋南北全集』全12巻（三一書房、1971 - 1974年）
- 『鶴谷南北未刊作品集』全3巻（古井戸秀夫校訂・編、白水社、2021 - 2022年）

## 逸話
- 自身字が書けないし本を読むのが嫌いと周囲に話していた。実際台本を書くときにも誤字が多く「その旗渡せ」を「その畑渡せ」に、「まず今日は是きり」を「待づ今日は是きり」と間違えたりした。
- 癇癖の強い性格で、執筆中に女房から米を買う金がないと再三言われやむなく蚊帳を質に入れようと出かけたが、気難しい顔をしていたので近所の人に「どうした」と聞かれ「はい、殺しに行きます（質に入れるの隠語）」と答えて相手を驚かせている。
- 立作者となっても、新作の筋やせりふを自分で書き（本来は助手の作者にまかせる）、細かなメモを作ったので、助手は大いに助かった。ただし指示に従わない助手には筋を教えなかった。
- 作品によく棺桶が登場するのが特色で、同時代の人から「棺を持ちいたる狂言を見れば作者は南北なり」（西沢一鳳『伝奇作書』）と書かれるほどだった。
- 宣伝の才もあった。出世作『天竺徳兵衛韓噺』初演時には、座の者たちと相談して「早替りはキリシタンの妖術」という噂を江戸に広めさせている。町奉行所が取り調べに乗り出すというひと騒動になったが、結局おとがめなしで、奉行所の役人から称賛まで受ける始末。これで興行は大入りとなった。
- 生前に自らの葬儀で参会者に配布するための冊子を書き、これに『寂光門松後万歳』という外題までつけたが、自身を風刺化した笑い溢れた「作品」だった。最期まで狂言作者の精神を忘れなかったのである。

## 関連作品
映画
- 『写楽』（1995年、演：六平直政）

テレビドラマ
- 『八犬伝』（2024年、演：立川談春）